# Liste der Resolutionen des UN-Sicherheitsrates (1972)
Diese Liste der Resolutionen des UN-Sicherheitsrates nennt die 17 vom Sicherheitsrat der Vereinten Nationen im Jahr 1972 verabschiedeten Resolutionen.
| Nummer | Beschluss vom | Gegenstand | Mission |
| ------ | ------------- | --- | ------- |
| 308    | 19. Januar    | Anfrage der Organisation für Afrikanische Einheit über die Abhaltung von Sitzungen des Sicherheitsrats in einer afrikanischen Hauptstadt (GA Resolution 2863) |         |
| 309    | 4. Februar    | Die Situation in Namibia |         |
| 310    | 4. Februar    | Die Situation in Namibia |         |
| 311    | 4. Februar    | Die Frage nach dem Rassenkonflikt in Südafrika und die Apartheidspolitik der Regierung der Republik Südafrika                                                 |         |
| 312    | 4. Februar    | Frage bezüglich der Situation in Gebieten unter portugiesischer Verwaltung                                                                                    |         |
| 313    | 28. Februar   | Die Lage im Nahen Osten |         |
| 314    | 28. Februar   | Frage bezüglich der Situation in Südrhodesien |         |
| 315    | 15. Juni      | Die Zypern-Frage |         |
| 316    | 26. Juni      | Die Lage im Nahen Osten |         |
| 317    | 21. Juni      | Die Lage im Nahen Osten |         |
| 318    | 28. Juli      | Frage bezüglich der Situation in Südrhodesien |         |
| 319    | 1. August     | Die Situation in Namibia |         |
| 320    | 29. September | Frage bezüglich der Situation in Südrhodesien |         |
| 321    | 23. Oktober   | Beschwerde von Senegal |         |
| 322    | 22. November  | Frage bezüglich der Situation in Gebieten unter portugiesischer Verwaltung                                                                                    |         |
| 323    | 6. Dezember   | Die Situation in Namibia |         |
| 324    | 12. Dezember  | Die Zypern-Frage |         |